# Calorímetre
El calorímetre és un instrument que serveix per a amidar les quantitats de calor subministrades o rebudes pels cossos.
Serveix per a determinar la calor específica d'un cos, així com per a amidar les quantitats de calor que alliberen o absorbeixen els cossos. El tipus de calorímetre d'ús més estès consisteix en un envàs tancat i perfectament aïllat amb aigua, un dispositiu per a agitar i un termòmetre. Es col·loca una font de calor en el calorímetre, s'agita l'aigua fins a assolir l'equilibri, i l'augment de temperatura es comprova amb el termòmetre. Si es coneix la capacitat calorífica del calorímetre (que també pot amidar-se utilitzant una font corrent de calor), la quantitat d'energia alliberada pot calcular-se fàcilment. Quan la font de calor és un objecte calent de temperatura coneguda, la calor específica i la calor latent poden anar amidant-se segons es va refredant l'objecte. La calor latent, que no està relacionat amb un canvi de temperatura, és l'energia tèrmica despresa o absorbida per una substància al canviar d'un estat a un altre, com en el cas de líquid a sòlid o viceversa. Quan la font de calor és una reacció química, com succeeix al cremar un combustible, les substàncies reactives es col·loquen en un envàs d'acer pesat anomenat bomba. Aquesta bomba s'introdueix en el calorímetre i la reacció es provoca per ignició, amb ajuda d'una espurna elèctrica.